# Johann Mathias von Becher
Johann Mathias Becher, ab 1807 von Becher (* vor 1789 in Esslingen am Neckar; † 9. September 1823 in Böblingen), war ein württembergischer Oberamtmann.

## Leben und Werk
Der Sohn eines Dekans war er von 1806 bis 1816 Auditor im Kriegsdepartement, davon in den Jahren 1813 und 1814 Feldoberauditor. Von 1816 bis 1823 übernahm er als Oberamtmann die Leitung des Oberamts Cannstatt. Von 1816 bis 1823 leitete er bis zu seinem Tod das Oberamt Böblingen.

## Auszeichnungen
- 1807 wurde Johann Mathias Becher das Ritterkreuz des Württembergischen Civilverdienst-Ordens[1] verliehen, welches mit dem persönlichen Adelstitel (Nobilitierung) verbunden war.